# Абон
Або́н — блюдо индонезийской кухни, представляющее собой мелкие, обычно хлопьеобразные кусочки мяса, курятины, рыбы, морепродуктов или, в редких случаях, некоторых продуктов растительного происхождения, обжаренные в растительном масле со специями с добавлением кокосового молока. Чаще всего сырьём для него служит говядина, в христианских районах страны в этом качестве популярна также свинина.
Может служить лёгкой закуской, однако чаще используется как дополнительный ингредиент или гарнир к другим блюдам — варёному рису, бубур-аям, наси-горенг, лапше, омлетам, а также как начинка для выпечки или для арем-арем.
Изготовляется как в домашних условиях, так и промышленным образом. Пользуется популярностью в различных регионах Индонезии, однако наиболее значимую роль играет в кухне яванцев.

## Происхождение и распространение

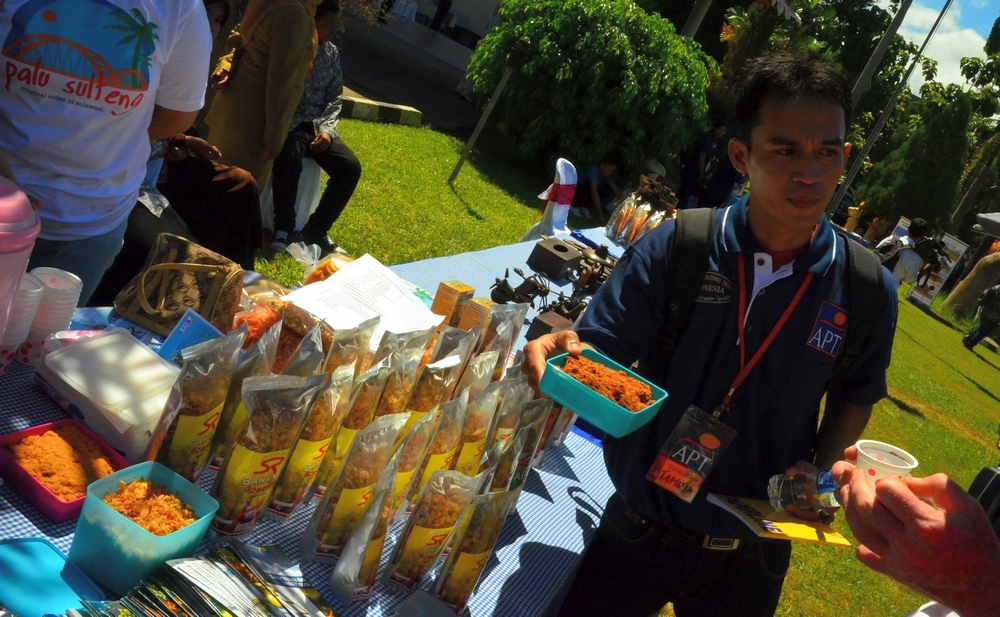
Продажа говяжьего абона. Северная Суматра

Абон является индонезийской версией блюда, существующего во многих восточноазиатских кухнях под различными национальными наименованиями. В его рецепте прослеживается несомненное влияние китайской кухни, в которой аналогичное кушанье фигурирует под названием жоусу (кит. 肉酥, пиньинь ròusū, палл. жоусу, буквально — «рассыпчатое мясо»). Тем не менее, в силу того, что приготовление абона практикуется индонезийцами с весьма давнего времени, это блюдо обычно воспринимается ими как собственное, исконное. Дополнительным фактором «самобытности» индонезийского абона являются определённые нюансы рецепта: если технология его приготовления фактически идентична китайской, то набор используемых специй существенно отличается. Кроме того, если для китайской кухни продукты при обжарке подобного кушанья сдабриваются исключительно соевым соусом, то у индонезийцев для этой цели используется кокосовое молоко, а соевый соус лишь иногда добавляется в качестве одной из приправ.
Абон является привычным кушаньем во многих регионах Индонезии, включая Северную и Южную Суматру, Бали, Северный Сулавеси. Однако наиболее значительную роль он играет в кухне наиболее многочисленного народа страны — яванцев, которые компактно проживают в провинциях Центральная и Восточная Ява и дисперсно — на многих других территориях.

## Приготовление и разновидности

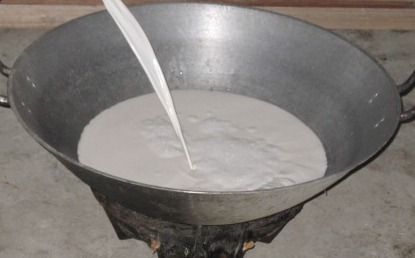
Кокосовое молоко — неизменный ингредиент абона

Абон может готовиться из различных видов мяса, прежде всего — из говядины. Нередко сырьём для него служит курятина, рыба — преимущественно, морская, а также морепродукты. Существуют немногочисленные виды абона из продуктов растительного происхождения, например, из темпе, банановых соцветий или грибов — последний получил достаточно широкое распространение на Яве в 2010-е годы. В ещё более редких случаях абон может готовиться из смеси нескольких продуктов, например креветок и банановых соцветий.
Продукт, предназначенный для приготовления абона, сначала подвергается достаточно длительной варке, после чего измельчается до состояния мелких хлопьев. Традиционно для этой цели использовались разделочные ножи или топорики, в современных же условиях чаще всего задействуются кухонные комбайны и блендеры. В измельчённом виде продукт отправляется в вок или глубокую сковороду, где заранее разогревается большое количество растительного масла с определённым набором специй и приправ. Чаще всего в составе этого набора фигурируют лук-шалот, чеснок, пальмовый сахар, кориандр, сизигиум многоцветковый, большой и малый калган. Нередко в ход идут перец чили, имбирь, тмин, мякоть тамаринда, куркума, листья и цедра кафир-лайма, солёный или сладкий соевый соус. Непосредственно перед закладкой в вок измельчённого продукта в масло со специями добавляется кокосовое молоко, объём которого обычно составляет от четверти до трети объёма основного продукта.

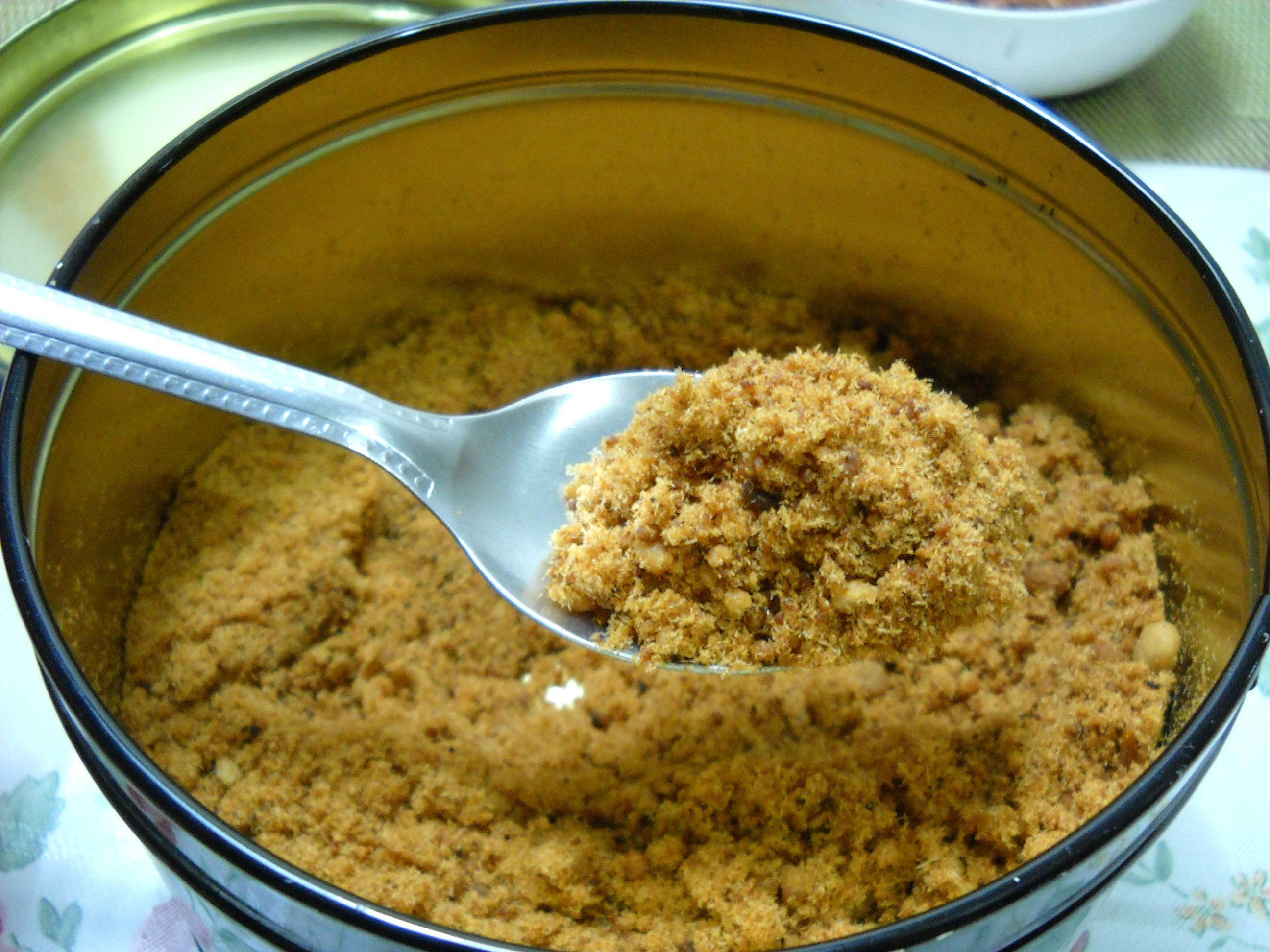
Рыбный абон домашнего производства. Остров Банка

Обжарка измельчённого продукта в воке продолжается до полного выкипания жидкости. Чтобы ускорить этот процесс и обеспечить равномерное пропитывание абона соусом, хлопья периодически помешиваются. После завершения обжарки в воке абон часто подвергается дополнительному прожариванию на противне в духовке, с тем, чтобы добиться максимально сухой и рассыпчатой консистенции этого кушанья.
В готовом виде абон представляет собой мелкие хлопья либо же крупнозернистый порошок, совершенно сухой или слегка маслянистый на ощупь. Цвет абона может быть самым различным в зависимости от исходного продукта и, ещё в большей степени, от состава соуса, в котором он готовился. Так, соевый соус обычно придаёт кушанью тёмный оттенок, пальмовый сахар и тамаринд — коричневатый, перец чили — красноватый, куркума — жёлтый. Специями же во многом определяются и вкусовые оттенки абона.
Для разных регионов Индонезии традиционными являются различные виды абона, что обуславливается большей или меньшей доступностью там определённых продуктов, а также религиозной принадлежностью местного населения. Так, с учётом принадлежности большинства яванцев к мусульманской вере, свинина в этих целях ими не используется. В то же время на Северной Суматре и Северном Сулавеси, где значительную долю населения составляют христиане, свиной абон пользуется весьма большой популярностью. Последний часто готовят и на преимущественно индуистском Бали, тогда как говядину местное население в пищу традиционно не использует.

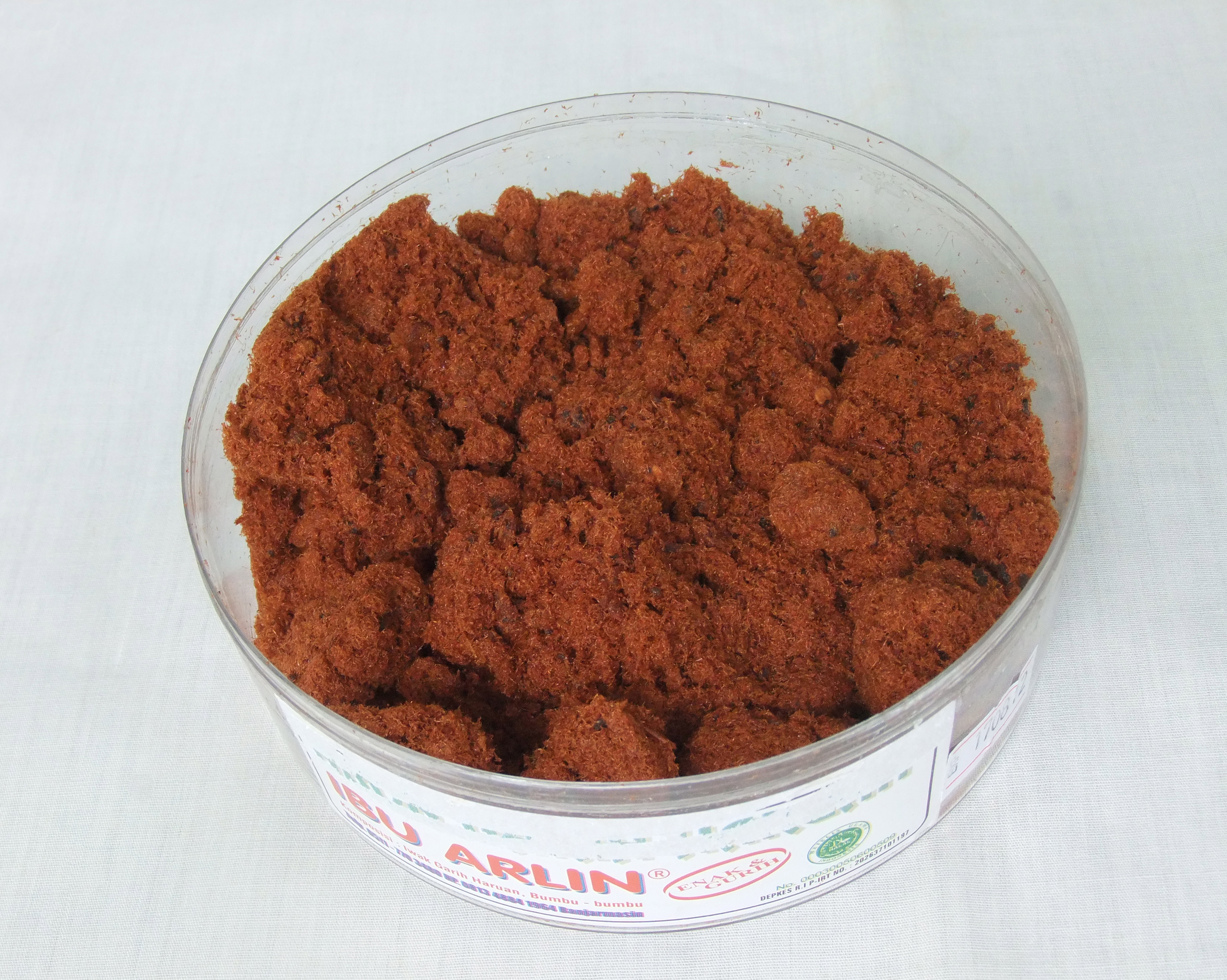
Мясной абон фабричного производства

Иногда абон, являющийся кулинарным специалитетом какого-то города или местности, приобретает известность за пределами своей «малой родины» под соответствующим названием. Так, на Восточной Яве достаточно широко известны абон по-мадиунски и абон по-сурабайски. Первый готовится из мяса короткорылого марлина, а в состав его соуса входят несколько видов перца. Второй делается из говядины, при обжарке которой, помимо обычного набора специй, в соус добавляются креветочная паста и тёртая мякоть кокоса.
Абон изготовляется не только в домашних условиях, но и промышленным образом. Индонезийская пищевая индустрия выпускает десятки марок этого продукта, который реализуется, как правило, в герметичных пластиковых упаковках. Примечательно, что рассыпчатая консистенция абона, а также сильный вкус и запах специй и приправ, используемых при его изготовлении, зачастую затрудняют идентификацию продукта, послужившего основным сырьём для этого кушанья. Этим периодически пользуются нечистые на руку производители — в особенности, кустари или владельцы небольших предприятий. Так, в 2017 году в Сурабае полиция изобличила производителя абона, продававшегося под видом говяжьего, а на деле готовившегося из смеси небольшой доли говядины с более дешёвой курятиной. В 2019 году в Кедири были задержаны ещё более «экономные» махинаторы, имитировавшие говяжий абон с помощью смеси из измельчённого жареного лука и толчёной лапши быстрого приготовления.
Готовый абон продаётся в Индонезии как на традиционных рынках, так и в магазинах современного типа. Благодаря специям и длительной прожарке бо́льшая часть видов этого продукта может храниться достаточно долго — вплоть до нескольких месяцев — даже без холодильника, при условии должной защиты от влаги.

## Подача и употребление
Абон может подаваться в качестве лёгкой закуски — наподобие чипсов, однако основное его назначение — служить дополнительным ингредиентом или гарниром других блюд. Особенно часто абоном посыпают варёный рис, либо же его добавляют в блюда, основу которых составляет рис, например, в бубур-аям, наси-горенг, а также в арем-арем — в качестве начинки. Нередко он входит в состав тумпенга — церемониального блюда, представляющего собой остроконечную пирамиду варёного риса, окружённую разнообразными гарнирами. Абоном также сдабривают лапшу, омлеты, некоторые супы и овощные блюда.
Иногда абон служит начинкой или одним из компонентов начинки к некоторым видам выпечки. Так, в восточнояванском Маланге абоном принято начинить плоские полукруглые пирожки из маниоковой муки, а одним из кулинарных специалитетов Центрального Калимантана являются пироги из кукурузно-бататового теста с начинкой из мясного абона, формой напоминающие гусиную тушку и называемые, соответственно, «гусиными пирогами» (бандж. wadai burung angsa).